# The Beatles' Christmas Album
The Beatles' Christmas Album è un LP che raccoglie messaggi natalizi registrati dal gruppo musicale britannico The Beatles tra il 1963 e il 1969.

## Storia
Dal 1963 al 1969 i Beatles registrarono ogni anno dei corti messaggi natalizi per i loro fan. Le registrazioni venivano salvate su disco e spedite gratuitamente ai membri inglesi del loro fan club. Nel 1970 la Apple Records pubblicò una raccolta di tutti i sette messaggi.

## Tracce
Lato A
1. Messaggio del 1963
2. Messaggio del 1964
3. Messaggio del 1965
4. Messaggio del 1966

Lato B
1. Messaggio del 1967
2. Messaggio del 1968
3. Messaggio del 1969

## I sette dischi originali

### 1963:The Beatles Christmas Record
- Registrazione: 20 ottobre 1963
- Pubblicazione: 6 dicembre 1963
- Durata: 5:00

### 1964:Another Beatles Christmas Record
- Registrazione: 26 ottobre 1964 - 28 ottobre 1964
- Pubblicazione: 18 dicembre 1964
- Durata: 4:05

### 1965:The Beatles' Third Christmas Record
- Registrazione: 19 ottobre 1965
- Pubblicazione: 17 dicembre 1965
- Durata: 6:26

Il flexi disc contiene diverse versioni a cappella di Yesterday, insieme a Happy Christmas to Ya List'nas di Lennon, Auld Lang Syne, una versione da 1 minuto e mezzo di It's the Same Old Song dei Four Tops (interrotta bruscamente poco prima di violarne il copyright) e una poesia originale intitolata Christmas Comes But Once a Year.
I membri del fan club statunitense dei Beatles non ricevettero il disco. Al suo posto, venne inviata loro una cartolina in bianco e nero, con una fotografia dei Fab Four e il messaggio: "Season's Greetings; Paul, Ringo, George, John."

### 1966:The Beatles' Fourth Christmas Record - Pantomime: Everywhere It's Christmas
- Registrazione: 25 novembre 1966
- Pubblicazione: 16 dicembre 1966
- Durata: 6:40

Il messaggio del 1966 è una raccolta disomogenea di canzoni originali e di brevi scenette drammatiche. Le canzoni incluse sono Everywhere It's Christmas, Orowanya, e Please Don't Bring Your Banjo Back mentre gli sketch sono Podgy the Bear and Jasper e Felpin Mansions.
I membri del fan club statunitense non ricevettero il flexi disc ma solo una cartolina con il messaggio da un lato e una versione abbreviata di The Beatle Bulletin dall'altro.

### 1967:Christmas Time is Here Again!
- Registrazione: 15 novembre 1967
- Pubblicazione: 15 dicembre 1967
- Durata: 6:10

Disco dalla produzione eleborata, Christmas Time is Here Again! venne sviluppato attorno al concetto di svariati gruppi musicali in attesa di fare un'audizione per uno show radiofonico della BBC. La title track funge da refrain lungo tutto il disco. I Beatles impersonano molti personaggi, inclusi concorrenti al gioco a premi dello show, aspiranti musicisti (Plenty of Jam Jars, dei The Ravellers), ed attori di un dramma alla radio (Theatre Hour). Alla fine del disco John legge una poesia: When Christmas Time Is Over.
I primi tre minuti del disco natalizio del 1967, con sovraincisioni suppletive provenienti dal flexi disc del 1966 durante il minuto finale, sono stati pubblicati con il titolo Christmas Time (Is Here Again) come una delle B-side del singolo di Free as a Bird nel dicembre 1995.
Anche in questo caso i membri del fan club americano non ricevettero il flexi disc, ma solo una cartolina.

### 1968:The Beatles' 1968 Christmas Record
- Registrazione: autunno 1968
- Pubblicazione: 20 dicembre 1968
- Durata: 7:55

Si tratta del primo disco natalizio dei Beatles ad essere stato registrato individualmente da ciascun membro del gruppo. Principalmente è un collage di rumori vari, estratti musicali, scenette comiche, e messaggi individuali. Paul McCartney accenna alla chitarra acustica il suo brano Happy Christmas, Happy New Year, mai inciso dai Beatles ufficialmente; John Lennon contribuisce con i poemetti comici da lui scritti intitolati ironicamente Jock and Yono e Once Upon a Pool Table. Introdotto come ospite speciale da George Harrison, fa la sua comparsa anche Tiny Tim che esegue una versione all'ukulele del brano dei Beatles Nowhere Man nel suo inconfondibile stile. Sono infine presenti anche una versione accelerata di Helter Skelter e un breve estratto della canzone Baroque Hoedown di Perrey & Kingsley che sarebbe successivamente stata usata tre anni dopo nella Main Street Electrical Parade a Disneyland. Le tracce Ob-La-Di, Ob-La-Da e Birthday sono udibili in sottofondo all'inizio del messaggio. Il materiale venne assemblato dal disc jockey e amico dei Beatles, Kenny Everett.
I membri del fan club americano ricevettero anch'essi il flexi disc ma con una copertina differente.

### 1969:The Beatles' Seventh Christmas Record
- Registrazione: autunno 1969
- Pubblicazione: 19 dicembre 1969
- Durata: 7:42

L'ultimo disco natalizio dei Beatles venne registrato separatamente da ciascun membro, dato che la band a questo punto non esisteva già praticamente più. Il flexi disc contiene contributi da parte di John e Yoko nella loro residenza di Tittenhurst Park, dove giocano al gioco "what will Santa bring me?" ("cosa mi porterà Babbo Natale?"). Harrison appare solo per brevissimo tempo, e Starr solamente per promuovere il suo nuovo film The Magic Christian. Paul canta una sua composizione originale intitolata This is to Wish You a Merry, Merry Christmas. Circa a 1:30, verso la fine della canzone di Ringo, si sentono gli assoli di chitarra del brano The End, seguiti da Yoko che intervista John.
Per la prima ed unica volta, sia la versione americana che la versione britannica del flexi disc erano identiche.